# Peder Kolstad
Peder Ludvik Kolstad (n. 28 noiembrie 1878, Comuna Borge⁠(d), Østfold, Norvegia – d. 5 martie 1932, Oslo, Norvegia) a fost un politician norvegian din Partidul Agrarian⁠(d). A fost al 19-lea prim-ministru al Norvegiei⁠(d) din 1931 până la moartea sa în 1932.

## Biografie

### Tinerețea și educația
Născut într-o familie de fermieri din Borge, acum parte a comunei Fredrikstad din provincia Østfold, a obținut o diplomă de la școala de agricultură Kalnes în 1899 și o diplomă de la Universitatea Agricolă a Norvegiei⁠(d) din Ås, Akershus fylke în 1902. Ulterior a lucrat ca profesor la școlile agricole din Asker, Akershus fylke și Nedenes⁠(d), Aust-Agder fylke. Revenit la Østfold și la școala de agricultură Kalnes în 1905, a devenit director al școlii în 1912.

### Începuturile carierei politice și organizatoriale
În Østfold, Kolstad s-a angajat în activități organizatorice legate de agricultură. El a condus filiala din Tune a Asociației Agrare Norvegiene, a devenit lider al filialei pe provincia Østfold și membru al consiliului național al organizației. De asemenea, a făcut parte din consiliul de administrație al cooperativei agricole Felleskjøpet⁠(d).
În perioada 1919–1922, a făcut parte din herredsstyre (organul selectiv al consiliului municipal) din Tune⁠(d). A fost membru al consiliului municipal până în 1928 și lider al filialei Østfold a Partidului Fermierilor timp de câțiva ani în anii 1920.
La alegerile parlamentare norvegiene din 1921, Kolstad s-a aflat în fruntea listei Partidului Fermierilor din Østfold și a fost ales în Parlamentul Norvegiei și, ulterior, reales la toate scrutinele până la moartea sa. A activat în Comisia Permanentă pentru Finanțe în toată cariera sa parlamentară, devenind șef al comisiei în 1928. A fost secretar pentru grupul parlamentar al Partidului Fermierilor în toți anii petrecuți în Parlament și a fost ales președinte al Odelstingului în 1931. În această perioadă, el a condus și filiala Østfold a Partidului Fermierilor timp de câțiva ani.
În calitate de politician finanțist, Kolstad, ca și partidul său, a susținut austeritatea, în special dorind să reducă dimensiunile aparatului de administrație publică. El a condus majoritatea în Partidul Fermierilor care a susținut decizia cabinetului liberal Mowinckel⁠(d) de a readuce coroana norvegiană la standardul aur în 1928 după ce convertibilitatea a fost suspendată după Primul Război Mondial.

### Prim-ministru
Decizia Cabinetului Mowinckel⁠(d) de a acorda companiei anglo-olandeze Unilever o concesiune pentru achiziționarea a jumătate din acțiunile companiei norvegiene Lilleborg⁠(d) a provocat o criză politică în 1931, ducând la demisia cabinetului și formarea primului guvern al Partidului Fermierilor.
Partidul Fermierilor avea doar 25 din cele 150 de locuri în Parlament; cea mai slabă bază pentru un cabinet din Norvegia până la acea dată. Cabinetul urma să caute sprijin în parlament din partea Partidului Liberal și a Partidului Conservator⁠(d). Partidul l-a ales pe Kolstad ca prim-ministru în locul liderului partidului Jens Hundseid, în mare parte pentru că el era văzut ca un moderat și deci mai bun la cooperarea cu alte partide și politicieni decât Hundseid. Partidul considera un avantaj și faptul că era bine versat în politicile financiare.

#### Formarea cabinetului
Cum nu mai fusese la guvernare până atunci, partidul nu dispunea de cadre cu experiență pentru funcțiile ministeriale. Cabinetul avea 10 membri. Pe lângă postul de prim-ministru, Kolstad a preluat și funcția de ministru al finanțelor⁠(d). El a pus condiția strictă ca Jon Sundby⁠(d) să preia funcția de ministru al agriculturii⁠(d); Sundby însuși dorea inițial să rămână în Parlament ca lider al Comisiei permanente pentru agricultură. O alegere controversată a fost maiorul Vidkun Quisling în postul de ministru al apărării⁠(d). Quisling nu fusese implicat în politica de partid și Sundby nu-l cunoștea personal. Kolstad a afirmat că cunoștințele lui Quisling despre Rusia, așa cum sunt demonstrate în scrierile sale, vor fi utile pentru cabinet.

#### Cazul Lilleborg
Cabinetul Mowincel acordase companiei norvegiene Lilleborg concesiunea pentru a cumpăra fabrica de ulei a lui De-No-Fa⁠(d) din Fredrikstad și, în același timp, acorda companiei De-No-Fa, care era deținută în proporție de 50% de compania olandeză Unilever, concesiune pentru a achiziționa jumătate din acțiunile de la Lilleborg. Aceasta i-ar fi oferit companiei Unilever controlul asupra companiei Lilleborg. Partidul Fermierilor se opunea concesiunii, deoarece dorea să protejeze proprietatea norvegiană asupra industriei și aceasta a dus la căderea Cabinetului Mowinkel; dar cabinetul lui Kolstad a găsit că nu mai poate să revoce concesiunea. De-No-Fa a afirmat că fabrica va trebui să se închidă fără concesiune și, în același timp, De-No-Fa și Unilever au negociat un nou contract care urma să aducă lui Unilever controlul asupra Lilleborg chiar și fără concesiune. La 10 iulie 1931, cabinetul Kolstad a confirmat concesiunea pe care Cabinetul lui Mowinckel o făcuse deja.

#### Disputa din estul Groenlandei
La 26 mai 1923, nou înființatul Det Norske Ishavsråd (în traducere, Consiliul Arctic Norvegian) a publicat o propunere ca Norvegia să revendice suveranitatea asupra unei părți a zonei de lângă Scoresbysund. În zonă rămăseseră vânători de balene și blănari norvegieni. Partidul Fermierilor avea în programul lor un punct conform căruia Norvegia ar trebui să-și afirme drepturile istorice în Groenlanda și să apere interesul vânătorilor de balene în Oceanele Arctice. Kolstad a fost însă la început un adversar al propunerii.
În luna iunie a aceluiași an, cabinetul a primit o telegramă de la Hallvard Devold⁠(d), care condusese o expediție norvegiană în Groenlanda, și care a afirmat că norvegienii ocupaseră Myggbukta⁠(d) și declarasera zona din apropiere teritoriu norvegian, numind-o Țara lui Erik cel Roșu⁠(d). După mai multe discuții în cabinet, cabinetul a emis o declarație regală la 10 iulie 1931, prin care Groenlanda de Est era revendicată ca teritoriu norvegian. Decizia a fost condamnată de Partidul Laburist. Danemarca a contestat revendicarea și a dus cazul la Curtea Internațională de Justiție, unde a câștigat în 1933.

#### Conflictul de la Menstad
La momentul în care Kolstad a format cabinetul în mai 1931, încă din martie industria Norvegiei era marcată de greve și blocaje. În Menstad, lângă Porsgrunn, Norsk Hydro a angajat muncitori temporari pentru a descărca o serie de nave. Sindicatul i-a considerat pe acești muncitori spărgători de grevă⁠(d). Cabinetul a trimis 120 de polițiști pentru a-i proteja pe muncitori. După ce, pe 8 iunie, polițiștii au fost atacați cu pietre și bastoane, cabinetul a trimis la fața locului forțe militare – soldați și patru nave – care au calmat situația. Deși Quisling nu a jucat un rol prea important în luarea deciziei, în calitate de ministru al apărării, partidele nesocialiste i-au atribuit lui meritele, iar mișcarea muncitorească l-a considerat inamic.

#### Politici economice și agrare
Pentru a sprijini fermierii norvegieni, cabinetul a propus ca toată margarina vândută în Norvegia să conțină un anumit procent de unt. Condiția a fost legalizată în Parlament în iunie 1923. De asemenea, cabinetul a propus creșterea subvențiilor⁠(d) pentru fermierii care produc porumb. Partidul Liberal s-a opus inițial creșterii, dar după ce Kolstad a amenințat că va demisiona din cauza acestei chestiuni, s-a ajuns la un compromis.
În urma deciziei Regatului Unit de a renunța la etalonul aur în septembrie 1923, cabinetul Kolstad a decis în aceeași lună să-l abandoneze și el. În același timp, cabinetul a devalorizat coroana norvegiană, care a scăzut mai mult decât majoritatea celorlalte valute din Europa, ceea ce stimulat exporturile Norvegiei.
În decembrie 1923, Kolstad a fost informat că marile bănci Bergens Privatbank⁠(d) și Den norske Creditbank⁠(d) aveau în probleme financiare grave. Cabinetul și majoritatea din Parlament au susținut un plan al Băncii Centrale Norvegiene⁠(d) de a ajuta banca cu lichidități, dar Kolstad a acuzat Banca Centrală că nu a abordat problema din timp și a militat în favoarea unei influențe mai mari a politicului asupra Băncii Centrale.

### Problemele de sănătate și moartea
Kolstad a suferit de diverse probleme de sănătate în perioada în care a fost prim-ministru și a fost internat în spital în ianuarie 1932. A murit din cauza unui cheag de sânge⁠(d) la 5 martie 1932. Jens Hundseid a devenit prim-ministru al unui nou guvern al Partidului Fermierilor la 14 martie.

### Viața personală și amintirea
Kolstad s-a căsătorit cu Ingrid Mathiesen, fiica unui industriaș, în 1905. Post-mortem, a fost socrul politicianei liberale și activistei pentru drepturile femeilor Eva Kolstad⁠(d) și bunicul criticului de film Harald Kolstad.
A fost înmormântat în curtea bisericii Tune⁠(d). O stradă din Sarpsborg poartă numele lui.
În cartea Norsk statsministre (în traducere, Prim-miniștri norvegieni) din 2010, editată de Gudleiv Forr⁠(d) și Per Egil Hegge⁠(d), istoricii l-au evaluat pe Kolstad drept unul dintre cei mai slabi premieri ai Norvegiei, cu nota 2 pe o scară de la 1 la 6. În evaluarea lor, istoricii au acordat pondere și timpului cât a fost persoana respectivă prim-ministru.